# Teuea Toatu
Teuea Toatu est un homme politique gilbertin, vice-président des Kiribati (Kauoman ni Beretitenti) depuis le 19 juin 2019.

## Biographie
Formé à l'économie et à la gestion à l'université du Pacifique Sud à Suva, aux Fidji, il y obtient un diplôme de Bachelor of Arts en 1980. Il poursuit ensuite ses études au Royaume-Uni, suivant d'abord une formation à l'informatique à l'université d'East Anglia avant d'obtenir un diplôme de Master of Science en finance à l'université de Strathclyde.
De retour aux Kiribati, il est employé comme responsable en chef de l'audit pour le gouvernement. De 1988 à 1991 il est adjoint au secrétaire permanent du ministère des Finances et de la Planification économique. Il est également un temps directeur adjoint de la Banque de développement des Kiribati.
Il reprend des études à l'université nationale australienne, où il obtient en 2002 un diplôme de doctorat avec une thèse sur l'approche institutionnelle à l'analyse de la croissance économique des pays insulaires du Pacifique. Il s'ensuit un contrat comme chercheur postdoctoral en économie à l'École d'économie et de gouvernance d'Asie et du Pacifique à cette même université. Il publie entre autres un article sur la nécessité de réformes institutionnelles pour répondre à la grave crise de l'économie de Nauru.
Il entre au Parlement des Kiribati comme député de l'atoll d'Abaiang aux élections législatives de 2015-2016. Le nouveau président Taneti Maamau le nomme alors ministre des Finances et du Développement économique, le 15 mars 2016. En juin 2019 il est promu vice-président de la république tout en conservant son ministère initial ; il succède à Kourabi Nenem, limogé en raison d'une visite non autorisée en Indonésie. Teuea Toatu est reconduit à ses fonctions à la suite des élections de 2020.